# Ateliers de construction mécanique de l'Atlantique
ACMAT

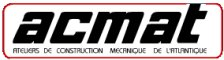
Logo d'ACMAT

Ateliers de construction mécanique de l'Atlantique (ACMAT) est une entreprise française spécialisée dans les véhicules militaires et désormais une des composantes d'Arquus. 

## Histoire
En 1948, René Legueu fonde les Ateliers Legueu de Meaux (ALM). Cette société produit des camions spéciaux essentiellement destinés aux armées, et en particulier pour l'utilisation en Afrique-Occidentale française et en Afrique française du Nord. À la suite de la décolonisation, entre 1956 et 1962, la société cherche un nouveau modèle économique.
Paul Legueu, le fils du fondateur, déménage en 1965 l'entreprise à Saint-Nazaire et crée les Ateliers de construction mécanique de l’Atlantique (ACMAT).
Elle renoue avec le succès en créant en 1967 le VLRA (véhicule léger de reconnaissance et d'appui), qui a été décliné en 75 versions et produit pendant plus de 40 ans.
En 2006, ACMAT est rachetée par Renault Trucks Defense (appartenant au groupe Volvo) qui fut rebaptisée Arquus en 2018.